# Danh sách Rider trong Kamen Rider Gaim
Trong bộ phim Kamen Rider Gaim, các Rider được gọi là Armored Rider (アーマードライダー Āmādo Raidā) và Shin Sedai Rider (新世代ライダー Shin Sedai Raidā, Rider Thế Hệ Mới). Danh hiệu Kamen Rider (仮面ライダー Kamen Raidā) chỉ được sử dụng trong các sự kiện liên minh với các bộ phim khác.

## Armored Rider

Các Armored Rider, ở giữa là Gaim, xung quanh là Baron, Bravo, Zangetsu, Gridon, Ryugen và Kurokage.

Đặt Lockseeds (ロックシード Rokkushīdo) vào Sengoku Driver (戦極（センゴク）ドライバー Sengoku Doraibā) và cắt nó bằng Cutting Blade, người sử dụng có thể biến hình Armored Rider tương ưng. Tùy thuộc vào Lockseed sử dụng, Rider có thể thay đổi Arms Change (アームズチェンジ Āmuzu Chenji) và 1 bộ áo giáp có theo có dạng trái cây gọi là Arms (アームズ Āmuzu) được lấy từ rừng Helheim.

### Gaim
Kouta Kazuraba (葛葉 紘汰, Kazuraba Kōta ) là nhân vật chính của Kamen Rider Gaim . Anh ấy là cựu vũ công của Đội Gaim , người biến thành Kamen Rider Gaim (仮面ライダー鎧武ガイム, Kamen Raidā Gaimu , lit. "Armored Warrior")  . Kouta sinh ngày 30 tháng 1 năm 1993 , là đứa con thứ hai của cha mẹ không rõ tên. Tuy nhiên, cha mẹ anh đã qua đời trong một vụ tai nạn không xác định, vì vậy anh được nuôi dưỡng bởi chị gái Akira Kazuraba .
-"Bây giờ đây là sân khấu của tôi/của chúng ta! (ここからが俺（たち）のステージだ! , Koko kara ga ore(-tachi) no sutēji da! ) "
―Câu cửa miệng của anh khi bắt đầu một trận đấu .

### Baron
Kaito Kumon (駆紋 戒斗, Kumon Kaito ) là thủ lĩnh đầu tiên của Đội Baron , người biến thành Kamen Rider Baron (仮面ライダーバロン, Kamen Raidā Baron ) . Sau khi bị Inves (Demushu) cào, anh ta ăn một trái Helheim và trở thành Over Lord Inves Lord Baron (ロード・バロン, Rōdo Baron ) . Kaito sinh ra trong một gia đình không rõ tên. Cha anh từng làm công nhân xây dựng nhưng bị sa thải sau một dự án tái phát triển công ty của Tập đoàn Yggdrasill , khiến gia đình anh rơi vào cảnh nghèo đói. Kết quả là, cha anh trở thành một người nghiện rượu và ngược đãi cả Kaito và mẹ anh. Cuối cùng, cả hai đều tự tử, và Kaito được gửi đến một trại trẻ mồ côi gần Đền Takatsukasa với mối thù cá nhân chống lại Yggdrasill. Sau đó, Kaito đã đến lúc muốn chết, nhưng đã tìm thấy lý do để sống thông qua điệu nhảy của Mai Takatsukasa . Kết quả của việc tìm kiếm quyền lực là anh than thở về thái độ tích cực và lịch sự của Kouta Kazuraba ở trường trung học. Ở tuổi 22, Kaito tự mình rời khỏi trại trẻ mồ côi và thành lập nhóm nhảy Baron .

### Gridon
Jonouchi Hideyasu (城乃內 秀保 Jonouchi Hideyasu, thể hiện bởi Matsuda Ryō) là trưởng nhóm nhảy Invitto và là Kamen Rider Gridon (仮面ライダーグリドン Kamen Raidā Guridon) hay Armored Rider Gridon (アーマードライダーグリドン Āmādo Raidā Guridon). Bằng cách kích hoạt Donguri Lockseed (ドングリロックシード Donguri Rokkushīdo, Class B, "L.S.-03"), Jonouchi có thể sử dụng Donguri Arms (ドングリアームズ Donguri Āmuzu) dạng quả sồi, với vũ khí là cây búa Donkachi (ドンカチ Donkachi).

### Kurokage
Hase Ryoji (初瀬 亮二 Hase Ryōji, thể hiện bởi Shiramata Atsushi) là trưởng nhóm nhảy Raid Wild và là Kamen Rider Kurokage (仮面ライダー黒影 Kamen Raidā Kurokage) hay Armored Rider Kurokage (アーマードライダー黒影 Āmādo Raidā Kurokage). Bằng cách kích hoạt Matsubokkuri Lockseed (マツボックリロックシード Matsubokkuri Rokkushīdo, Class C, "L.S.-01"), Hase có thể sử dụng Matsubokkuri Arms (マツボックリアームズ Matsubokkuri Āmuzu) dạng quả thông, với vũ khí là ngọn giáo Kagematsu (影松 Kagematsu).
Tuy nhiên, sau khi Sengoku Driver của Hase bị phá hủy, Hase đã ăn một trái Lockseed và biến thành Hekija Inves (ヘキジャインベス Hekija Inbesu) và bị tiêu diệt bởi Sigurd.

### Bravo
Oren Pierre Alfonso ((凰蓮・ピエール・アルフォンゾ Ōren Piēru Arufonzo, thể hiện bởi Metal Yoshida) là chủ cửa hàng bánh ngọt Charmant và là Kamen Rider Bravo (仮面ライダーブラボー Kamen Raidā Burabō) hay Armored Rider Bravo (アーマードライダーブラボー Āmādo Raidā Burabō). Bằng cách kích hoạt Durian Lockseed (ドリアンロックシード Dorian Rokkushīdo, Class A, "L.S.-12"), Alfonso có thể sử dụng Durian Arms (ドリアンアームズ Dorian Āmuzu) dạng sầu riêng, với vũ khí là cặp đao Duri Noko (ドリノコ Dori Noko).

### Knuckle
Zack (ザック Zakku, do Matsuda Gaku thể hiện) từng là nhóm phó của nhóm nhảy Baron và sau này trở thành nhóm trưởng sau khi Kaito rời khỏi nhóm. Anh sử dụng Sengoku Driver và Kurumi Lockseed (クルミロックシード Kurumi Rokkushīdo) để biến thành Kamen Rider Knuckle (仮面ライダーナックル Kamen Raidā Nakkuru) hay Armored Rider Knuckle (アーマードライダーナックル Āmādo Raidā Nakkuru) Kurumi Arms (クルミアームズ Kurumi Āmuzu).Dạng quả óc chó

## Shin Sedai Rider

Các Shin Sedai Rider, từ trái sang phải: Marika, Zangetsu Shin, Duke và Sigurd.

Bằng cách đặt Energy Lockseed vào Genesis Driver (ゲネシスドライバー Geneshisu Doraibā) và ép nước nó, người sử dụng có thể biến hình thành dạng Shin Sedai Rider mạnh hơn cả khi dùng Sengoku Driver. Các Rider sử dụng Genesis Driver đều được trang bị vũ khí dạng cung Sonic Arrow (ソニックアロー Sonikku Arō).

### Sigurd
Người bán khóa Sid (戦極凌馬 Sengoku Ryōma, do Namioka Kazuki thể hiện) là nhân viên của tập đoàn Yggdrasill, và là người chịu trách nhiệm phân phát Lockseed, cũng như Sengoku Driver cho công chúng. Sau này, anh ta được trao sử dụng một Genesis Driver cùng với Cherry Energy Lockseed (チェリーエナジーロックシード Cherī Enajī Rokkushīdo) để biến thành Kamen Rider Sigurd (仮面ライダーシグルド Kamen Raidā Shigurudo) Cherry Energy Arms (チェリーエナジーアームズ Cherī Enajī Āmuzu) dạng trái cherry (anh đào).

### Duke
Sengoku Ryoma (錠前ディーラー シド Jōmae Dīrā Shido, do Aoki Tsunenori thể hiện) là nhân viên của tập đoàn Yggdrasill, và là người phát minh ra Sengoku Driver cũng như Genesis Driver. Anh ta có thể sử dụng Genesis Driver, cùng với Lemon Energy Lockseed (レモンエナジーロックシード Remon Enajī Rokkushīdo) và biến thành Kamen Rider Duke (仮面ライダーデューク Kamen Raidā Dyūku) Soda!Lemon Energy Arms (レモンエナジーアームズ Remon Enajī Āmuzu) dạng trái chanh.

### Marika
Minato Yoko (湊 耀子 Minato Yōko, do Tsukui Minami thể hiện) là nhân vật của tập đoàn Yggdrasill và là vệ sĩ của Sengoku Ryouma. Cô sử dụng Genesis Driver, cùng với Peach Energy Lockseed (ピーチエナジーロックシード Pīchi Enajī Rokkushīdo) để biến thành Kamen Rider Marika (仮面ライダーマリカ Kamen Raidā Marika) Soda! Peach Energy Arms (ピーチエナジーアームズ Pīchi Enajī Āmuzu) có dạng trái đào.

## Rider trong phim điện ảnh

### Bujin Gaim
Kamen Rider Bujin Gaim (仮面ライダー武神鎧武 Kamen Raidā Bujin Gaimu, Koyama Rikiya lồng tiếng) là nhân vật phản diện chính trong bộ phim Kamen Rider × Kamen Rider Gaim & Wizard: Tenkawakeme no Sengoku Movie Daigassen. Là một trong 14 Bujin Rider của thế giới Chiến quốc, Bujin Gaim là phiên bản song song của Kamen Rider Gaim. Tương tự như Gaim, Bujin Gaim cũng có một Sengoku Driver, cùng với Blood Orange Lockseed (ブラッドオレンジロックシード Buraddo Orenji Rokkushīdo), Bujin Gaim có thể biến thành Blood Orange Arms (ブラッドオレンジアームズ Buraddo Orenji Āmuzu) dạng cam máu.

### Fifteen
Aoi Ren (葵連 Aoiren), do Itao Itsuji thể hiện, là một nhân vật phản diện trong bộ phim Heisei Rider vs. Showa Rider: Kamen Rider Taisen feat. Super Sentai. Y do đế quốc Badan tạo ra, có thể biến thành Kamen Rider Fifteen (仮面ライダーフィフティーン Kamen Raidā Fifutīn).